# Vittorino da Feltre
Vittorino da Feltre (1378 – 2. února 1446), vlastním jménem Vittorino Rambaldoni, byl italský humanista a učitel. Narodil se ve městě Feltre v provincii Belluno v Benátské republice a zemřel v Mantově.

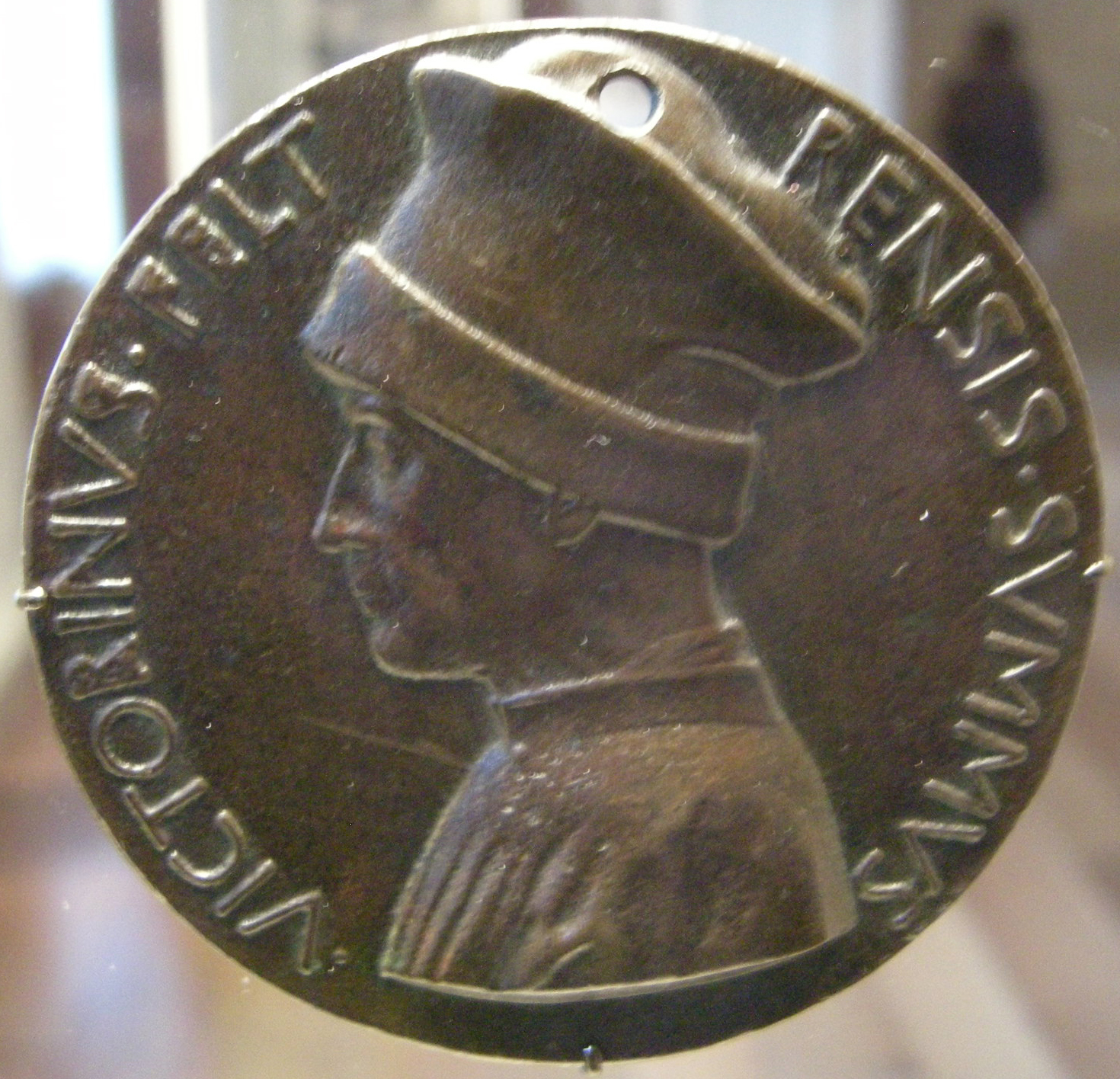
Medailon s portrétem Vittorina de Feltre - autor Pisanello

## Život
Studoval pod Janem z Ravenny a v Padově pod Gasparinem de Bergamo. Později v Padově sám vyučoval, ale po několika letech byl pozván vévodou z Mantovy, aby učil jeho syna. V Mantově založil Vittorino školu, kde učil vévodovy děti, děti z dalších prominentních rodin - syny i dcery, ale i mnoho chudých dětí, které měly výuku zadarmo. Učil je humanistické předměty, náboženství a tělesnou výchovu. Jeho výuka řečtiny, latiny, matematiky, hudby, umění, náboženství, historie, básnictví a filozofie byly tak zábavné, že jeho škola dostala přezdívku La Casa Gioiosa (dům radosti). Brzy se škola stala slavná po celé Itálii a mnoho šlechticů posílalo své děti na studia k Vittorinovi. Mezi Vittorinovy studenty patřil například Federico da Montefeltro. Po Vittorinově smrti se školy ujal Iacopo da San Cassiano.